# Represiune politică
Represiunea politică sau persecuția politică  reprezintă acțiunea de a bloca, de a reține, de a pedepsi, și de a urmări acțiunile politice sau sociale, de pe poziția de putere politica, a unui individ sau a unui grup.
Represiunea politică neagă și împiedică exercitarea drepturilor civile și de libertate politică: exprimarea,  reuniunea, manifestarea, asocierea, sindicalizarea,  libertăți care sunt considerate ca fiind proprii  sistemelor democratice..

## Represiunea politică și violența
Represiunea politică este, în mod obișnuit, însoțită de violență, care poate fi considerata legala pe plan intern, având în vedere sistemul juridic existent, ca și ilegal și informal. Exercitarea de violențe asupra dizidenților politici pretinde exemplificarea prin pedeapsa, spre a se răspândi astfel frica în restul societății, cu scopul de a reprima în sine exercitarea libertății, exercitare care astfel, rămâne anulată pentru toți, cu excepția celor aflați la putere și al acelora în beneficiul cărora se realizează acea  represiune.

## Represiunea politică și intoleranța
Represiunea politică este, în cele mai dese ocazii, un sinonim al discriminării și al intoleranței politice, ideologice, religioase și sociale. Această intoleranță se manifestă prin intermediul unor politici discriminatorii, prin violări ale umanelor drepturi, prin brutalități ale poliției, prin închisoare, exterminare, exilare, șantajare, epurare politică, terorism, asasinat extrajudiciar, executare sumară, tortură, dispariția forțată și alte forme de pedepsire dirijate împotriva activiștilor politici, al dizidenților, și al populației în general.

## Represiunea politică și terorismul de Stat
Atunci când represiunea politică este susținută și organizată de către Stat, se poate ajunge la situații de Terorism de Stat, de Genocid și de Crime împotriva umanității. Represiunea politică sistematică și violența este o caracteristică tipică regimurilor dictatoriale, regimurilor totalitariste și regimurilor similare. În aceste regimuri, actele de represiune politică apar a fi efectuate de către poliție și de către poliții secrete, de armata, de grupări paramilitare și/sau de asa zise escadroane ale morții. Uneori, regimuri considerate democratice, practică o politică de represiune și de terorism de Stat asupra altor state, ca parte a politicii sale de securitate.